# メリデン駅
メリデン駅（英語：Meriden station）はアメリカ合衆国コネチカット州メリデン ステート・ストリート60にある駅。 全米各地を結ぶ旅客鉄道のアムトラックが乗り入れている。

## 概要
メリデン駅では、コネチカット州、マサチューセッツ州、バーモント州、アムトラック、連邦鉄道局の共同事業であるニューヘイブン・ハートフォード・スプリングフィールド（NHHS）鉄道プロジェクトによる新施設建設のため2016年初めに閉鎖された旧駅舎に隣接しているホームを使用している。
コネチカット州、マサチューセッツ州、バーモント州、アムトラック、連邦鉄道局の共同事業であるニューヘイブン・ハートフォード・スプリングフィールド（NHHS）鉄道プロジェクトの推定総費用は6億5,000万ドルで、アムトラックのスプリングフィールドラインに沿っている都市に便益がある新しい通勤輸送・都市間輸送を創出することを目的としている。この約100キロの路線は、将来のニューイングランドの高速鉄道輸送計画にも不可欠と考えられている。2016年の初めに、NHHSプロジェクトは、ルートの一部を複線化し、改良するために2009年アメリカ復興・再投資法やその他の連邦資金調達プログラムを通じて、約1億9,100万ドルを受け取った。残りの部分の改善を完了させるために追加の資金が必要となる。コネチカット州は、ニューヘイブン・ハートフォード・スプリングフィールド鉄道線の改善に投資するために州債で最大4億3,500万ドルの使用を承認した。プロジェクトの環境影響の評価は2012年5月に発表され、通勤輸送は2018年初頭に開始される予定である。
メリデンなどの町では、住民が自動車を必要とせずに働いたり、買い物をしたり、住むことを可能にする混在地域の創設を奨励するために、鉄道駅周辺の可能性を検討し始めている。NHHSプロジェクトでは、最近閉鎖された駅舎の南に新駅舎が建設される。 2014年秋には、融雪装置を備えた高床プラットホームの建設と、相対式ホームを結ぶ跨線橋の建設が始まった。道路アクセスの改良や券売機、乗客情報表示システム、自転車ラックも導入される。メイン・ストリートとステート・ストリートの交差点付近に駅が存在する。バーモンター号とノースイースト・リージョナル号が停車する他、駅は数多くの路線バスの停留所であり、州間高速道路91号線と691号線からのアクセスも便利である。
アメリカ鉄道の歴史の中で、メリデン駅旧駅舎は、短命のペン・セントラル鉄道により建設された数少ない施設の一つであるという興味深さがある。ライバルのペンシルバニア鉄道とニューヨーク・セントラル鉄道が合併して1968年に設立された同社は、数年以内に倒産し、旅客列車の運行を中止した。アムトラックは1971年に設立され、スプリングフィールド線を含むペン・セントラル鉄道の重要な北東部ルートの多くを引き継いだ。ステート・ストリートを改修するための大規模な取り組みの一環として、メリデン市は駅舎を建設するための資金を調達し、1942年にニューヘイブン鉄道が建設したコロニアルリバイバル様式の駅舎を建て替え、1970年にオープンした。実用的な構造の平屋の駅舎は、磨きレンガで構成されている。通り側は、ファサードの大部分が赤紫色に塗られている。建物の片持ちの屋根は深い庇を持ち、プラットホーム上屋は列車の到着を待つ乗客を悪天候から守った。

## 利用可能な鉄道路線／列車
アムトラックの停車する列車は下記の通り。
セントオールバンズとワシントン間の昼行長距離列車バーモンター号…1日1往復停車
スプリングフィールドとワシントン間の昼行長距離列車ノースイースト・リージョナル号…1日1往復停車
スプリングフィールドとニューヘイブン間の昼行短距離列車ニューヘイブン・スプリングフィールド・シャトル号…1日4往復停車（ニューヘイブン・ユニオン駅でノースイースト・リージョナル号に接続する。）

## バス
当駅から乗車できるバスは以下の通り。
路線バス
ノースイースト交通 (CT Transit) …A系統 、B系統 、C系統 、C1系統 
ミドルタウンエリア交通 (MAT) …M-Link系統 